# Deweyville (Utah)
Pour les articles homonymes, voir Deweyville.
Deweyville est une municipalité américaine située dans le comté de Box Elder en Utah. Lors du recensement de 2010, sa population est de 332 habitants.

## Géographie
La municipalité s'étend sur 6,40 milles carrés (16,58 km2).

## Histoire
La localité est fondée en 1864 par William Empey sous le nom d'Empeys Spring. Lorsque Empey quitte les lieux, la famille de John C. Dewey s'y implante et les renomme Dewey Spring. En 1873, lors de l'ouverture de son bureau de poste, le bourg prend le nom de Deweyville. Deweyville devient une municipalité en mars 1939.